# رنو سامسونگ اس‌ام۵
رنو سامسونگ اس‌ام۵ (Renault Samsung SM۵) خودرویی است که از سال ۱۹۹۸—کنون در بوسان و کره (کشور) تولید شده‌است.
این خودرو در کلاس خودرو سایز متوسط قرار گرفته، طراحی آن خودروهای موتور جلو-محور جلو بوده است.

## نگارخانه

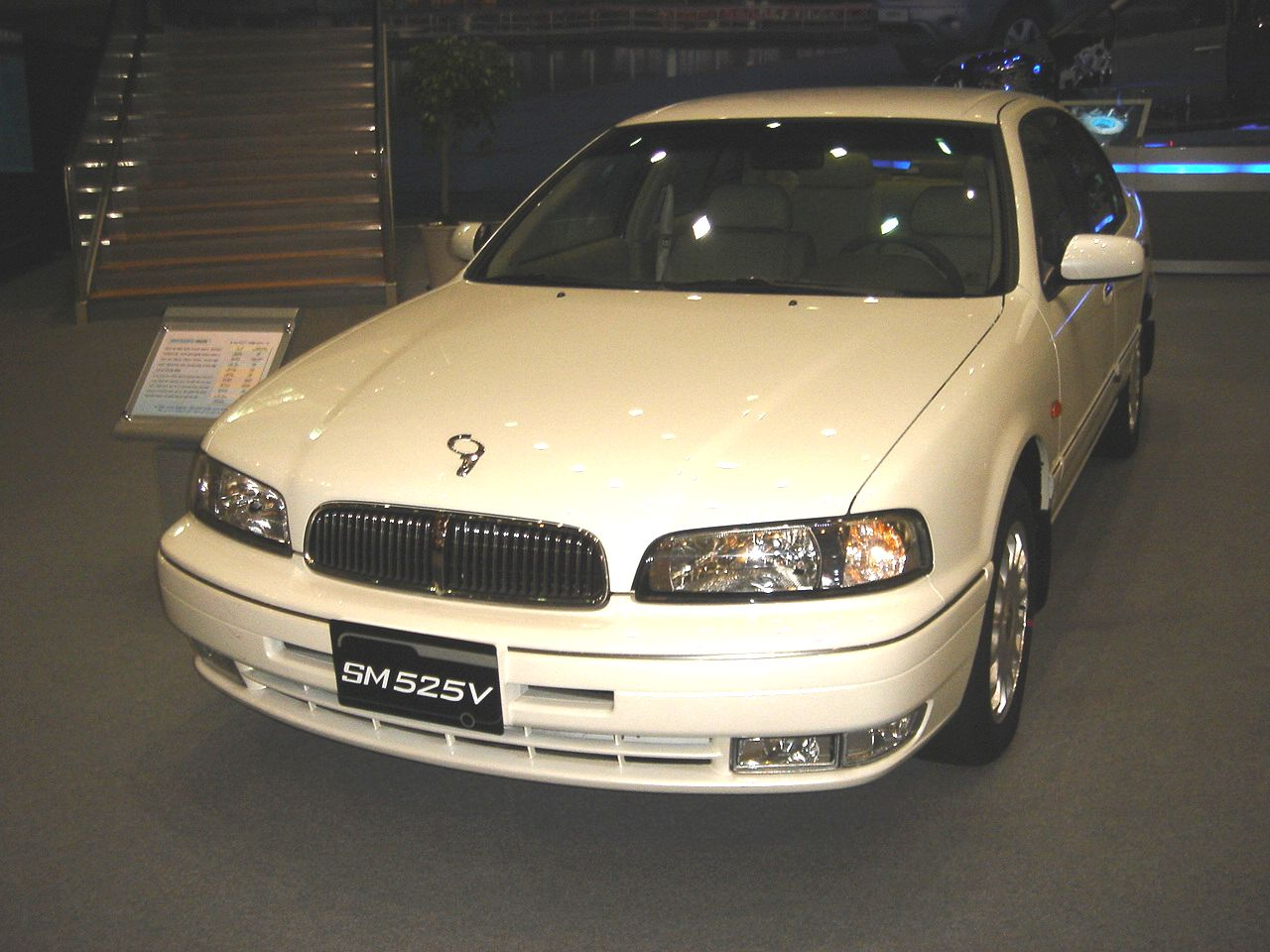
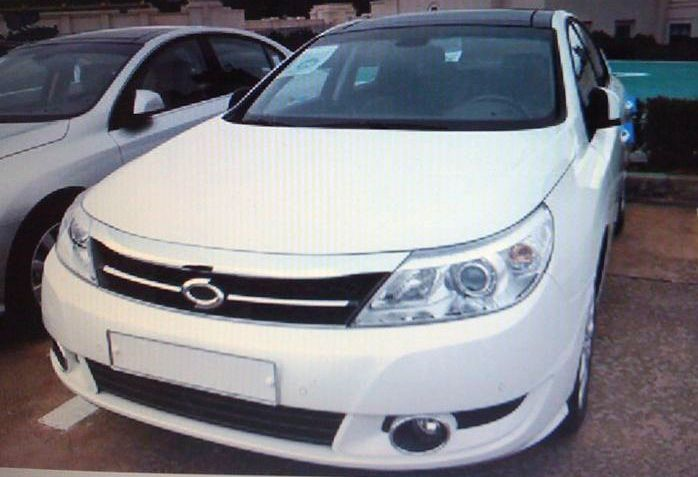